# Coupe d'Irlande de football 1928-1929
Navigation
Édition précédente Édition suivante
La Coupe d'Irlande de football 1928-1929 , en anglais The Football Association of Ireland Challenge Cup, est la 8e édition de la Coupe d'Irlande de football organisée par la Fédération d'Irlande de football. La compétition commence le 5 janvier 1929, pour se terminer le 6 avril 1929. Les Shamrock Rovers remportent pour la deuxième fois la compétition en battant en finale le club qui allait devenir son grand rival dublinois, le Bohemian Football Club. C'est le premier de cinq titres consécutifs.

## Organisation
La compétition rassemble les dix clubs évoluant dans le championnat d'Irlande auxquels s'ajoutent six clubs évoluant dans les championnats provinciaux du Munster et du Leinster : Fermoy, Richmond United, Richmond Rovers, Waterford Celtic et Cork Bohemians.

## Premier tour
Les matchs se déroulent les 5 et 6 janvier 1928. Les matchs d'appui ont lieu le 9 janvier.
| Club recevant                | Score | Club visiteur                    | Date           |
| ---------------------------- | ----- | -------------------------------- | -------------- |
| Bohemian FC                  | 2-0   | Saint James's Gate Football Club | 5 janvier 1928 |
| Richmond Rovers              | 0-2   | Dundalk FC                       | 5 janvier      |
| Shamrock Rovers              | 3-2   | Shelbourne FC                    | 5 janvier      |
| Bray Unknowns                | 2-1   | Brideville FC                    | 6 janvier      |
| Drumcondra FC                | 3-1   | Fordsons FC                      | 6 janvier      |
| Fermoy                       | 0-1   | Richmond United                  | 6 janvier      |
| Jacob's Football Club        | 1-1   | Dolphin Football Club            | 6 janvier      |
| Dolphin Football Club        | 2-3   | Jacob's Football Club            | 9 janvier      |
| Waterford Celtic             | 3-3   | Cork Bohemians Football Club     | 6 janvier      |
| Cork Bohemians Football Club | 4-1   | Waterford Celtic                 | 9 janvier      |

## Deuxième tour
Les matchs se déroulent les 19 et janvier 1928. Le match d'appui a lieu le 23 janvier.
| Club recevant   | Score | Club visiteur                | Date            |
| --------------- | ----- | ---------------------------- | --------------- |
| Bohemian FC     | 5-0   | Jacob's FC                   | 19 janvier 1928 |
| Jacob's FC      | 2-4   | Bohemian FC                  | 23 janvier      |
| Dundalk FC      | 6-2   | Bray Unknowns                | 19 janvier      |
| Shamrock Rovers | 4-0   | Richmond United              | 19 janvier      |
| Drumcondra FC   | 3-1   | Cork Bohemians Football Club | 20 janvier      |

## Demi-finales
| Première demi-finale | Shamrock Rovers Football Club | 3-0 | Dundalk Football Club | Tolka Park, Dublin |  |
| 2 février 1929       | Sloane (3)                    |     |                       |                    |  |

| Deuxième demi-finale | Bohemian Football Club             | 2-0 | Drumcondra Football Club | Shelbourne Park, Dublin |  |
| 16 février 1929      | Johnny McMahon (pen) Paddy Andrews |     |                          |                         |  |

## Finale
La finale a lieu le 18 mars 1929. Elle se déroule devant 22 000 spectateurs rassemblés dans le Dalymount Park à Dublin. La rencontre s'achève sur un score nul et vierge de 0 à 0. Comme le prévoit le règlement, le match est rejoué. Ce match d'appui a lieu quelques jours plus tard, le 6 avril 1929, cette fois-ci à Shelbourne Park. 15 000 spectateurs assistent à la victoire des Shamrock Rovers sur le score de 3 buts à 0. C'est la deuxième victoire des Rovers en Coupe d'Irlande et la première d'une série de cinq victoires consécutives.
| Finale       | Shamrock Rovers Football Club | 0-0 | Bohemian Football Club | Dalymount Park, Dublin |                      |
| 18 mars 1929 |                               |     |                        | Spectateurs : 22 000   | Spectateurs : 22 000 |

| Finale - match d'appui | Shamrock Rovers Football Club | 3-0 | Bohemian Football Club | Shelbourne Park, Dublin |                      |
| 18 mars 1929           | John Joe Flood (2) Bob Fullam |     |                        | Spectateurs : 12 000    | Spectateurs : 12 000 |